# Team Hot Wheels: Felpörög a buli!
A Team Hot Wheels: Felpörög a buli! (eredeti címén Team Hot Wheels: The Origin of Awesome!) 2014-ben bemutatott egész estés amerikai 2D-s számítógépes animációs film. A forgatókönyvet Derek Dressler írta, Matt Danner rendezte, a zenéjét Becky Kneubuhl és Gabriel Mann szerezte. Amerikában 2014. június 7-én mutatták be. Magyarországon 2014. szeptember 10-én jelent meg DVD-n.

## Ismertető
A főhős, négy gyerek, akinknek neve: Gage, Wyatt, Brandon és Rhett. Mindegyikük nagyon jó versenyző, de mind a négyen, közösen ők a nagy Team Hot Whlees. A városukban berobban egy titokzatos fekete színű kocsi, amely egy hihetetlen narancssárga színű pályát hagy maga után, és méghozzá őrült teremtményeket és tomboló szörnyeket is, akár merre is megy. A Team Hot Whlees tagok felfedezik a valódi versenyzőt, és a legnagyobb versenyző bennük rejlik. Küzdenek a mutánsállati járgányok ellen, veszélyes pályákon száguldoznak, megpróbálnak együttműködni, és kiállnak egy nagy versenyben, hogy a várost megmentsék.

## Szereplők
| Szereplő | Eredeti hang  | Magyar hang                               |
| -------- | ------------- | ----------------------------------------- |
| Gage     | Grant George  | Szabó Máté                                |
| Rhett    | David Lodge   | Seszták Szabolcs                          |
| Brandon  | Ben Diskin    | Pálmai Szabolcs Szalay Csongor (énekhang) |
| Wyatt    | Nicolas Roye  | Baráth István                             |
| Larry    | Faruq Tauheed | Bácskai János                             |
| Jerry    | TBA           | Szokol Péter                              |

## Magyar változat
- További magyar hangok: Bognár Tamás, Holl Nándor, Kapácsy Miklós, Ősi Ildikó, Pálfai Péter, Sörös Miklós
- Forgalmazza: Select Video[1]